# Sindrome di Kostmann
La sindrome di Kostmann è una rara patologia dell'emopoiesi che causa una neutropenia congenita, solitamente non accompagnata da altri sintomi. La neutropenia si manifesta nell'infanzia con infezioni batteriche potenzialmente letali.
La maggior parte dei casi risponde al trattamento con fattori di crescita dei granulociti (filgrastim), che incrementa la conta dei neutrofili e diminuisce la frequenza e la gravità delle infezioni.